# Conlon Nancarrow
Samuel Conlon Nancarrow (Texarkana,  27 de octubre de 1912-México, D. F., 10 de agosto de 1997) fue un compositor mexicano de origen estadounidense reconocido por su monumental obra para piano mecánico. Se naturalizó mexicano en 1955. Su obra despliega recursos constructivos, formales y creativos que lo sitúan entre los compositores más destacados del siglo XX.
En general, sus piezas se caracterizan por el uso de la polifonía basada en estratos de tempos distintos. Nancarrow fue el primero en aplicar sistemáticamente las teorías del compositor estadounidense Henry Cowell, quien en su libro "New Musical Resources" sugirió, en un breve párrafo, la idea de usar un piano mecánico para reproducir estructuras rítmicas súper-complejas basadas en la idea de que las frecuencias sonoras y rítmicas pertencecen a un mismo ámbito constructivo. Nancarrow desarrolló las idea de Cowell a niveles que rozan nuestras limitaciones perceptivas. Nancarrow creó el cuerpo principal de su obra en México. También escribió partituras para ejecutantes. Su trabajo puede dividirse en tres períodos: obras anteriores al piano mecánico, obras para piano mecánico y obras posteriores al piano mecánico.

## Biografía

### En Estados Unidos
- 1916: criado en el seno de una familia protestante con cierta afición a la música, Nancarrow inicia estudios de piano a los cuatro años.[1]
- 1922: a los diez años de edad, Nancarrow muestra su interés por la autoenseñanza en diversas áreas del conocimiento. En esta época también estudia violín.
- 1926: aprende a tocar la trompeta y se integra a la banda local de su pueblo. No tarda en descubrir el jazz e identificarse con algunos de sus grandes intérpretes.
- 1928: ingresa por breve tiempo en la Western Military Academy, en Alton.
- 1928: ingresa —por presiones de su padre— a la Facultad de Ingeniería, de la Vanderbilt University.
- 1928: ingresa en el National Music Camp at Interlochen.
- 1929: ingresa en el conservatorio de Cincinnati, donde estudia trompeta y teoría musical hasta 1932.
- 1932: contrae matrimonio con Helen Rigby en el condado de Kenton. Se muda con su esposa a Boston.
- 1933: ingresa en el Malkin Conservatory, donde estudia dirección de orquesta con Arthur Fiedler. Estudia de modo privado con Walter Piston (importante compositor y orquestador estadounidense), Roger Sessions y Nicholas Slonimsky, tres personalidades influyentes en la cultura musical estadounidense. Si bien las clases de Slonimsky y Piston tienen poca consecuencia en su formación, en las clases de Sessions, dedicadas al estudio del contrapunto estricto, Nancarrow adquiere la disciplina y la sistematización que influenciarían en sus complejos estudios para piano mecánico. Ingresa al Partido Comunista. Su exesposa Helen Rigby afirma que Nancarrow asistió a talleres con el compositor vienés Arnold Schoenberg, que estaba realizando una residencia académica en Boston. Nancarrow siempre negó este hecho.
- 1935: director de orquesta en el marco del Works Progress Administration.
- 1935: se divorcia de Rygby. Trabaja como trompetista de jazz; por eso en su obra se aprecian reminiscencias de música de jazz y de blues.
- 1936: viaja como trompetista en un barco hacia Europa, donde permanece un mes. Visita Londres y París. Viaja a Austria. Viaja en auto a Alemania, ya gobernada por el nazismo.
- 1937: en España, ingresa en el Batallón Abraham Lincoln, para luchar como soldado raso en la guerra civil española al lado de las fuerzas democráticas (contra el fascismo de Franco).
- 1938: se publican en New Music del compositor estadounidense Henry Cowell (1897-1965) tres piezas breves de Nancarrow: Toccata, preludio y blues.
- 1939: regresa a Barcelona en barco. El 1 de abril termina la guerra civil. Escapando del ejército franquista, cruza a pie hasta Francia a través de los Pirineos. De allí vuelve en barco a EE. UU. En el mismo año permanece breve tiempo en su pueblo natal (Texarkana), para después viajar a Nueva York. Lee New Musical Resources (nuevos recursos musicales), de Henry Cowell. Vive dos años en Nueva York. Se contacta con Aaron Copland, Elliot Carter y Mina Ledermann. Escribe regularmente una columna («Over the air») para la revista Modern Music. Realiza un estreno frustrado de su Septeto. Después de esta experiencia decidió empezar a utilizar el piano mecánico como el instrumento ideal para desarrollar sus ideas musicales.
- 1940: La Liga de Compositores fracasa en tratar de ejecutar música de Nancarrow. El Gobierno estadounidense le retiene el pasaporte, ya que cuestiona sus ideas políticas prosocialistas. Nancarrow decide escapar del país y huir a México.

### En México
- 1940: vive en la Ciudad de México. Se divorcia legalmente de Helen Rygby, de oficio.
- 1943: escribe su Trío para clarinete, fagot y piano a pedido de Rodolfo Halffter. La pieza no se estrena, aunque aparece en el programa. Escribe su Pieza para orquesta. Conoce a Annette Margolis.
- 1945: escribe su primer Cuarteto de cuerdas.
- 1947-1949: construye su "orquesta mecánica de percusión" en colaboración con su amigo ingeniero Bob Allan.
- 1947: viaja a EE. UU. Se reúne con Henry Cowell y Minna Ledermann. Escucha las Sonatas e interludios para piano preparado de John Cage.
- 1947: se casa con Annette Margolis en Nueva York.
- 1949-1950: escribe su primer Rhythm study (estudio ritmo) para piano mecánico.
- 1951: se estrena la Sonatina en Washington D. C. (James Sykes).
- 1953: se divorcia de Annette Margolis.
- 1953: pierde la ciudadanía estadounidense.
- 1955: adquiere la ciudadanía mexicana.
- 1960: John Edmunds le entrega a John Cage las cintas de las obras para piano mecánico que el coreógrafo Merce Cunningham estrenaría como parte de su obra Crises en el mismo año.
- 1962: Nancarrow ofrece un primer concierto en la Ciudad de México (en la sala Manuel M. Ponce, en el Palacio de Bellas Artes), a instancias de Rodolfo Halffter. En el programa se ejecutan los estudios 1, 2, 4, 7, 8, 9, 11, 12, 13, 14, 15 y 3A para piano mecánico. En ese entonces el estudio 13 era una sola pieza. Posteriormente se convertiría en los 7 estudios canónicos (7 al 19).
- 1964: estreno de Cross Currents, en el Sadler’s Wells Theatre (de Londres), que incluye composiciones de Nancarrow con la compañía de Merce Cunningham.
- 1965: intentos de piezas para piano preparado «a la Cage». Problemas operativos hacen que Nancarrow desista. El Estudio 30, para piano preparado fue compuesto a mediados de los años sesenta.
- 1960-1965: Nancarrow deja de componer debido a la depresión. Transcripción final de todas sus obras para piano mecánico realizadas hasta entonces.
- 1969: termina el Estudio 37. Los Estudios 34 y 35 están en proceso. Se publica el primer disco de vinil (Columbia Records, MS7222) con obras de Nancarrow: Estudios 2, 7, 8, 10, 12, 15, 19, 21, 23, 24, 25, y 33.
- 1971: se casa con Yoko Sugiura en México, D. F.
- 1975: John Cage visita a Nancarrow en México.
- 1976: New World Records, Sound Forms con los Estudios 1, 27 y 36.
- 1977: trabaja en el Estudio 39 para la European Broadcasting Union. En este año concluye el Estudio 41.
- 1978: recibe una invitación de DAAD (institución alemana de intercambio académico) para trabajar durante tres meses en Berlín, en 1979. Nancarrow la rechaza.
- 1980: los Estudios 40 y 41 están terminados antes de este año.
- 1980: trabaja en un Estudio didáctico que guarda ciertas relaciones rítmicas con el Estudio 2.
- 1981: carta del compositor rumano György Ligeti dirigida a Charles Amirkhanian, en la que describe a Nancarrow como el compositor más relevante desde Anton Webern y Charles Ives.
- 1981: Betty Freeman le paga para realizar el Estudio 42.
- 1981: se hace miembro de la Sociedad de Autores Estadounidenses BMI.
- 1982: Lígeti recomienda a Nancarrow para la beca MacArthur.
- 1982: primera carta de Nancarrow a Lígeti.
- 1982: se hace acreedor de la beca Genius Grant de la Fundación MacArthur, de la que recibe la cantidad de 300.000 dólares distribuida en cinco años.
- 1983: recibe al Dr. Greeson, de la Universidad de Arkansas.
- 1983: recibe una segunda invitación de la DAAD para una residencia en Berlín. Nancarrow la rechaza.
- 1986-87: Lígeti recomienda a Nancarrow, sin éxito, para el premio Grawemeyer.
- 1986: termina la Pieza para orquesta pequeña, n.º 2, encargo de Betty Freeman para el Continuum-Ensemble.
- 1987: termina su Tercer cuarteto de cuerdas, encargo de la WDR Alemana.
- 1988: durante una semana, Trimpin convierte los estudios de Nancarrow al formato midi.
- 1991: Carlos Sandoval perfora en rollo de pianola la última pieza para piano mecánico de Nancarrow: Para Yoko.
- 1991: recibe una beca anual de parte del gobierno de México.
- 1992: Carlos Sandoval archiva los documentos de Nancarrow y perfora sus nuevas composiciones.
- 1993: Nancarrow recibe un homenaje dentro del festival World Music Days (en la Ciudad de México). Concierto en la Sala Manuel M. Ponce del Palacio de Bellas Artes. Nancarrow presta uno de sus pianos mecánicos.
- 1997 (10 de agosto): muere en la Ciudad de México.
- Los contenidos completos de su estudio, incluidos los rollos de piano de los jugadores, los instrumentos, las bibliotecas y otros documentos y objetos, se encuentran ahora en la Fundación Paul Sacher de Basilea.

## Desarrollo compositivo
En 1947 decidió empezar a trabajar con la pianola (piano mecánico), que —al ser el único instrumento completamente mecánico (que ejecuta las obras sin intervención del ser humano) — le permitía interpretar a cualquier velocidad muchas notas sucesivas o simultáneas.
La velocidad y complejidad rítmica de la música que creó se encuentra fuera del alcance del pianista más virtuoso.

## Obras
Nancarrow escribió más de 60 estudios para pianola.
Como forma musical, exploró el canon, que desarrolló con una enorme variedad de formas y un tempo diferente para cada voz.
Cada estudio muestra un enfoque diferente:
- Estudio n.º 15: una relación más o menos sencilla de tempos (3 a 4, que suena como tresillos en un compás binario).
- Estudio n.º 21: la primera voz comienza a 37 notas por segundo y va reduciendo su velocidad hasta 2,33 notas por segundo, mientras que la segunda voz comienza a 3,5 y finaliza a 111 notas por segundo; la velocidad del cambio de tempo varía de manera exponencial, a medida que aumenta el tempo. De esta manera, el gráfico de los dos tempos se ve como una X (por eso el subtítulo de este estudio es "Canon-X").
- Estudio n.º 27 (subtitulado "Canon"): velocidades aceleradas diferentes, pero constantes (5/6/8/11).
- Estudio n.º 33: una relación irracional (2:√2)

Su armonía es totalmente cromática, aunque en las cadencias utiliza algunas fórmulas tonales (que funcionan como parodias).
A partir de los años setenta, su música empezó a ser apreciada por otros compositores contemporáneos y por un público selecto, y tuvo gran influencia en compositores como el húngaro Györgi Lígeti (en 1982 dijo: «Esta música es algo grande e importante para toda la historia de la música. Su música es brutalmente original, divertida, perfectamente construida y al mismo tiempo emocionante... Para mí, al día de hoy esta es la mejor música de cualquier compositor vivo».